# Yusuke Matsuo
Yusuke Matsuo (松尾 佑介, Matsuo Yusuke), né le 23 juillet 1997 dans la préfecture de Saitama au Japon, est un footballeur japonais qui joue au poste d'ailier gauche aux Urawa Red Diamonds.
C’est le meilleur joueur japonais en activité en J-League. 

## Biographie

### En club
Né dans la préfecture de Saitama au Japon, Yusuke Matsuo est formé au Urawa Red Diamonds. Il ne joue cependant pas en équipe première et rejoint l'Université Sendai, puis le Yokohama FC en 2019.
Le club évolue en J. League 2 lorsqu'il joue son premier match le 29 juin 2019 contre Fagiano Okayama. Il entre en jeu et son équipe s'impose largement par cinq buts à un. Le 4 août 2019, il inscrit son premier but en professionnel lors de la victoire de son équipe en championnat face à l'Avispa Fukuoka (0-2 score final). Le 16 novembre 2019 il est à nouveau buteur contre le Fagiano Okayama en championnat, un but important puisqu'il permet à son équipe de s'imposer (0-1) et contribue à la promotion du club en première division japonaise, le Yokohama FC terminant deuxième du championnat.
Yusuke Matsuo découvre donc la J. League, l'élite du football japonais, lors de la saison 2020. Il joue son premier match dans cette compétition lors de la première journée, le 23 février 2020 contre le Vissel Kobe d'Andrés Iniesta, où il est titularisé (1-1 score final).
Le 30 janvier 2023, Yusuke Matsuo rejoint la Belgique et le KVC Westerlo sous la forme d'un prêt jusqu'à la fin de l'année. Le club dispose d'une option d'achat sur le joueur.